# Храм Преображения Господня (Спасс-Леоновщина)
Храм во имя Преображения Господня в селе Спасс-Леоновщина Егорьевского района Московской области — приходской храм Егорьевского благочиннического округа Московской епархии Русской православной церкви. Основан в 1706 году. Духовный центр Леоновщины.

## История
Церковь основана в 1707 году по прошению владельца имения стольника Ивана Иванова сына Леонтьева в его поместье в Крутинской волости Коломенского уезда по благословению коломенского епископа Антония. Первоначально был деревянным. В приходе храма были деревни Василёво, Иваново, Иншино, Суханово, Каменская, Ларинская, Низкое, Панино, Пановская. В мае 1792 г. прихожане с. Спасского с деревнями просили разрешения на строительство нового храма прежнего храмонаименования с приделами Архангела Михаили и Флора и Лавра. На построение планировалось использовать часть материалов от старой, обветшавшей церкви. 11 июня 1795 г. церковь была освящена протоиереем Павлом Озерковским. Храм был деревянным, на каменном фундаменте, снаружи обит тёсом. На главе – восьмиконечный крест, сделанный из красной меди и вызолоченный через огонь. Церковь внутри была обита холстом и расписана масляными красками. В 1807 г. построена вторая церковь - каменная во имя Святой Троицы. Троицкая церковь в 1869 г. была выстроена заново.
В 1913 г. в церкви было устроено центральное водяное отопление. В Троицкой церкви было три престола - средний во имя Святой Живоначальной Троицы, правый во имя Успения Пресвятой Богородицы и иконы Иверской и левый во имя Архистратига Михаила и прочих Небесных Сил и святителя Николая Мирликийского. 

### Советский и постсоветский период
25 сентября 1935 года решением исполкома Мособлсовета храм закрыли и осквернили: устроили клуб (впоследствии сгоревший). В дальнейшем брёвна церкви использовали при строительстве начальной школы. В 1990-х годах остатки школы проданы на дрова местным жителям.
В каменном здании Троицкой церкви был организован завод «Василёвский металлист». В 1957 году к церкви сделаны многочисленные кирпичные пристройки, уничтожившие ближайшие ко храму могилы. Экономически производство было нецелесообразно по причине технологической отсталости оборудования, низкого качества и невостребованности выпускаемой продукции. Уже в конце 1990-х были варварски уничтожены оставшиеся надгробья. ЗАО «Нина», приватизировавшая «Василевский металлист», производила работы, нарушая нормы техники безопасности. В 2011 году ЗАО «Нина» отказалось от здания церкви.

### Восстановление
В 2007 г. по инициативе М. Б. Желтова начат процесс возвращения здания Троицкого храма РПЦ, при этом сама церковь получила новое храмонаименование во имя Преображения Господня. Настоятелем храма в декабре 2007 г. был назначен игумен Митрофан (Ефремов). С 29 августа 2011 г. начаты восстановительные работы (руководитель - Михаил Николаевич Гераськин). 13 января 2012 совершено освящение храма, а 14 января 2012 - первое богослужение, которое провел егорьевский благочинный игумен Никодим.

## Сохранность храма
Основное здание храма сохранилось хорошо. Утраченными оказались только апсиды. В трапезной утрачены фрагменты южной стены. Колокольня сохранилась до второго яруса. В храме сохранились фрагменты высокохудожественных фресок: Архистратига Михаила, Сергия Радонежского, Василия Великого, Успения Пресвятыя Богородицы, Владимирской иконы Божьей Матери, Митрополита Московского Ионы, Феодосия Печерского.

## Священнослужители
- Никита Григорьев (уп. 1722 г.)
- Матфей Максимов (уп. 1742-1744, имел сына Максима)
- Максим Ильин (уп. 1783, умер в 1788 г.)
- Михаил Герасимов (уп. в 1793 г.)
- Василий Никитин (уп. в 1795 г.)
- Симеон Матвеев (уп. 1795 - 1808 гг.)
- Ермил Симеонов (уп. 1799 - 1828 гг.)
- Лаврентий Иоаннв (Спасский)(уп. 1805 - 1810 гг.)
- Иоанн Михайлов (Петровский)(род. 17 июля 1810 г., уп. 1835 - 1840 гг.). Согласно Ревизской сказке 1834 года - ГАРО ф.627-93-38, стр.15, Ивану Михайловичу 48 лет и он уже является Священником.
- Василий Симеонов Павельский (уп. с 22 сент 1830 по 1847 гг.)
- Николай Дмитриев (уп. за штатом в 1840 г.)
- Прокопий В. (уп. в 1847 г.)
- Михаил Иванович Чельцов (состоял с 2 ноября 1847 г., умер 30 августа 1901 г., заштатный священник с 1901 г.)
- Петр Иоаннов Петровский (уп. с 16 марта 1851 по 1882 г.)
- Петр Иаковлевич Минеин (сост. с 22 июля 1882 г.)
- Иоанн Иоаннович Вертоградов (уп. 1901 г.)
- Иоанн Иоаннович Рождествин (уп. 1898 - 1910 г.)
- игумен Митрофан (Ефремов)(назначен 27 декабря 2007 г., указ Митрополита Крутицкого и Коломенского Ювеналия № 4266)

## Церковнослужители

### Диаконы
- Феоктист Ильин (уп. 1797 – 1798)
- Карп Федоров Егорьевский 1791 г.р. (1832-1840). По Ведомости о церквях - ГАРО ф.627-240-1 - в 1850г. Карп Фёдорович ещё значится Диаконом этой церкви. А занимает эту должность с 1826 года.
- Григорий Тимофеев (уп. на пономарской вакансии – 1835-1836)
- Иоанн Львович Кобозев (уп. 1874)

### Дьячки
- Иван Иванов (уп. 1719)
- Нефед Иванов (уп. 1737-1738)
- Семен Васильев (уп. 1742)
- Лаврентий Иванов (уп. 1798)
- Алексей Андреев Хавский 1790 г.р. (уп. 1832-1847)
- Карп Федоров Егорьевский 1791 г.р. (уп. 1835)
- Евдоким Петров (уп. 1835-1840)
- Иван Власов (уп. 1858)

### Пономари
- Илья Михайлов (уп. 1719-1742 г.)
- Андрей Егоров (уп. 1797-1798 гг.)
- Федор Петров (уп. 1832-1840)
- Николай Захаров Рождествин (уп. 1838)
- Николай Захаров (уп. 1847)
- Сергей Рождествин (уп. 1858)

## Прочие сведения
- Изобретатель бездымного пороха Иван Чельцов был сыном местного священника Михаила Чельцова. Похоронен в 1904 году на местном кладбище (могила утрачена).
- В селе Спасс-Леоновщина в семье диакона храма Преображения Господня Иоанна Кобозева и его жены Марии 4 февраля 1874 года родился сын Михаил, позднее причисленный к лику святых как Михаил Благиевский[2]